# Jonas Quinn

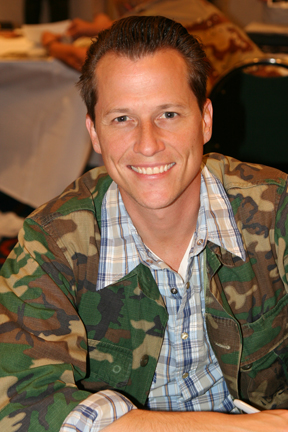
Corin Nemec, de acteur die Jonas Quinn speelt, in 2006

Jonas Quinn is een personage uit de sciencefictiontelevisieserie Stargate SG-1, gespeeld door Corin Nemec. In het zesde seizoen vervangt hij Daniel Jackson als taalkundige van het team.
Michael Shanks die Daniel Jackson speelde, verliet de cast aan het eind van seizoen 5. Zijn plaats werd ingenomen door Corin Nemec. De fans begonnen een succesvolle campagne om Daniel Jackson terug te brengen. Na de openingsepisode van seizoen zeven werd niets meer van dit personage vernomen.